# Cleidogona yerbabuena
Cleidogona yerbabuena är en mångfotingart som beskrevs av Shear 1982. Cleidogona yerbabuena ingår i släktet Cleidogona och familjen Cleidogonidae. Inga underarter finns listade i Catalogue of Life.